# Sumbawanga Urban (huyện)
Sumbawanga Urban là một huyện thuộc vùng Rukwa, Tanzania. Thủ phủ của huyện Sumbawanga Urban đóng tại Sumbawanga. Huyện Sumbawanga Urban có diện tích 581 ki lô mét vuông. Đến thời điểm điều tra dân số ngày 25 tháng 8 năm 2002, huyện Sumbawanga Urban có dân số 146842 người.